# Rebecca Alleway
Rebecca Alleway ist eine Szenenbildnerin und Artdirectorin.

## Leben
Alleway studierte an der Wimbledon School of Art der University of the Arts London und begann ihre Karriere im Filmstab 1994 in der Außenrequisite bei der Filmkomödie A Feast at Midnight mit Christopher Lee und Edward Fox. Nach einigen weiteren Arbeiten in der Außenrequisite wechselte sie ab Ende der 1990er Jahre ins Szenenbild und wirkte an Filmproduktionen wie Still Crazy und Was Mädchen wollen mit.
Für das Filmdrama Die Herzogin war sie gemeinsam mit Michael Carlin 2009 für den Oscar in der Kategorie Bestes Szenenbild nominiert, die Auszeichnung ging in diesem Jahr jedoch an Der seltsame Fall des Benjamin Button. Alleway war zudem 2013 für den Excellence in Production Design Award der Art Directors Guild für ihr Wirken an Cloud Atlas nominiert. Zusammen mit Jim Clay  wurde sie 2018 für den Kriminalfilm Mord im Orient Express für den Critics’ Choice Movie Award nominiert.

## Filmografie (Auswahl)
- 1998: Still Crazy
- 2001: Meine beste Freundin (Me Without You)
- 2002: The Heart of Me
- 2003: Was Mädchen wollen (What a Girl Wants)
- 2005: Eine Hochzeit zu dritt (Imagine Me & You)
- 2006: Der letzte König von Schottland – In den Fängen der Macht (The Last King of Scotland)
- 2008: Die Herzogin (The Duchess)
- 2011: Der Adler der neunten Legion (The Eagle)
- 2011: Lachsfischen im Jemen (Salmon Fishing in the Yemen)
- 2012: Cloud Atlas
- 2013: Das hält kein Jahr…! (I Give It a Year)
- 2016: A United Kingdom
- 2017: Tulpenfieber
- 2017: Mord im Orient Express (Murder on the Orient Express)

## Auszeichnungen (Auswahl)
- 2009: Oscar-Nominierung in der Kategorie Bestes Szenenbild für Die Herzogin